# شهریاری (طایفه)
طایفه شهریاری
از شاعران بلند آوازه سال‌های پایانی قرن ششم هجری قمری میتوان به امیر عمادی شهریاری اشاره کرد که در سال ۵۸۲ درگذشتند
طایفه شهریاری به علت پراکندگی در کشورهای مختلف بخصوص ایران به زبان‌های بلوچی و زابلی و کُردی و لُری و عربی و پَشتو و دَری و … صحبت میکنند
و بخاطر مناطق سکونت دین و مذهبشان گاهاً با هم متفاوت است
از بزرگان طایفه شهریاری در مناطق مختلف میشود به سردار شهید شاه علی مردان خان شهریاری فاتح تهران ساکن چهارمحال و بختیاری در دوره رضا خان پهلوی و  عباس خان شهریاری ساکن روستای قلعه محمود گرگان و خدابیامرز سردار محمد حسن خان شهریاری ساکن بخش میانکنگی شهرستان زابل و  محمد علی خان بهلور شهریاری ساکن چخانسور و سردار تاجمحمد خان کوتک اشاره کرد
به طایفه شهریاری پیشوند و پسوندهائی اضافه شده است مانند شهریاری گرکی (که به گروکی نیز معروفند و همگی پسوند کوتک که نام روستای اولیه انان است هستند ، در بخش های مرکزی و چاه مرید شهرستان کهنوج استان کرمان مانند رشکرد،کوتک و چاه غافل چاه زیارت ، چاه حاجی و فاریاب همچنین روستاهای نازدشت و رودخانه بر زیارت علی و کندر از استان هرمزگان و تعدادی بصورت پراکنده در رودبار جنوب هستن) از استان و شهریاری سرحدی(که به شهریاری مطاعی هم معروف اند این نام از روستای اولیه آنها گرفته شده) و شهریاری باغملک و شهریاری هزار جریب
در سه شهر کوه چنار سپیدان و کازرون نور آباد فارس عده زیادی از طوایف شهریاری نیز زندگی میکنند که به زبان لُری صحبت میکنند
طایفه شهریاری در شمال ایران (هزارجریب)
از خاندانهای حكومتگر محلّی بودند كه از آغاز تا پایان عصر قاجار در منطقه هزارجریب و استرآباد، فرماندهی داشته‌اند. میراثی كه نیای این خاندان در ازای جنگهایی كه در كنار آقامحمدخان قاجار با زندیه كرده بود، به‌طور مستمر تا پایان این دوره باقی ماند. آن‌ها از این راه صاحب نفوذ شدند و اموال و املاك زیادی به هم زدند؛ به طوریكه در دوران مشروطه كه معاصر حاكمیت محمدباقرخان سردار رفیع یانسری بود، او جزو سه - چهار تنی بود كه درخطه مورد نظر، اقتدار فراوان یافت و افزونی قدرت و نفوذ او و امثال او، دولتهای مشروطه را نگران می كرد. با رئيس الوزرايي وثوق الدوله در سال۱۳۳۶ ه ق، سياست قلع و قمع متنفّذان محلي و ايجاد دولت مركزي قدرتمند مورد تعقيب قرار گرفت؛ به همين جهت، سرداررفيع نيز بي نصيب از آسيب نماند و بسياري از اموال و املاك و سلاحهاي وی مصادره گردید

## وابسته
باغملک : در شهرستان باغملک و روستای چلچلک نیز شهریاری‌ها ساکنند _ تعدادی از طائفه شهریاری در چند دهه اخیر ساکن سیستان از سیستان خارج و به نواحی در شمال استان گلستان و استان مازندران و تعدادی نیز به مرز شرقی (سرخس) نقل مکان کرده که به گفته بعضی‌ها علت آن وجود سالهای زیاد خشکسالی در استان سیستان و بلوچستان بوده ‌است.
یانه سر : روستایی از توابع بخش یانه‌سر شهرستان بهشهر در استان مازندران ایران است. این روستا شرقی ترین نقطه استان مازندران و هزارجریب از لحاظ مختصات جغرافیایی است.